# Парламентские выборы в Австрии (2008)
Досрочные парламентские выборы прошли 28 сентября 2008 и принесли победу Социал-демократической партии Австрии.
Выборы были назначены после, того как распалась так называемая «большая коалиция», состоящая из Социал-демократической партии Австрии и Австрийской народной партии.
Впервые среди стран Евросоюза был установлен возрастной ценз для избирателей — 16 лет.

Значительного успеха на выборах добились правые партии — Австрийская партия свободы и Альянс за будущее Австрии.
На общегосударственном уровне в выборах принимало участие 10 политических партий:
- Социал-демократическая партия Австрии — SPÖ
- Австрийская народная партия — ÖVP
- Зеленые — «Зеленая альтернатива» — GRÜNE
- Австрийская партия Свободы — FPÖ
- Альянс за будущее Австрии — список Йорга Хайдера — BZÖ
- Гражданский форум Австрии — список Фрица Динкхаузера — FRITZ
- Христиане — DC
- Коммунистическая партия Австрии — KPÖ
- Либеральный форум — LIF
- Инициатива независимых граждан «Сохранить Австрию» — Retto.

Кроме того в «Левые» выставили списки в Бургенланде, Верхней Австрии, Зальцбурге, Тироле и Вене. Партия прав животных Земля-человек-животные-природа выдвигалась в Вене. Сильный список (STARK) — баллотировался в Каринтии.
Для получения мест в парламенте партиям необходимо было преодолеть 4-процентный барьер.

## Результаты
Результаты выборов в Национальный совет Австрии.
| Партия                                | Голоса    | %     | Места |
| ------------------------------------- | --------- | ----- | ----- |
| Социал-демократическая партия Австрии | 1 430 206 | 29,26 | 57    |
| Австрийская народная партия           | 1 269 656 | 25,98 | 51    |
| Австрийская партия свободы            | 857 029   | 17,54 | 34    |
| Альянс за будущее Австрии             | 522 933   | 10,70 | 21    |
| Зеленые — «Зеленая альтернатива»      | 509 936   | 10,43 | 20    |
| Либеральный форум                     | 102 249   | 2,09  | 0     |
| Гражданский форум Австрии             | 86 194    | 1,76  | 0     |
| Коммунистическая партия Австрии       | 37 362    | 0,76  | 0     |
| Прочие партии                         | 71 744    | 1,47  | 0     |
| Всего                                 | 4 887 309 | 100   | 183   |